# Hallgeir Brenden
Hallgeir Brenden   (Trysil, 10 de febrer de 1929 - Lillehammer, 21 de setembre de 2007) fou un esquiador de fons noruec que destacà durant la dècada del 1950 i que guanyà medalles olímpiques en tres edicions diferents d'aquests jocs.

## Biografia
Va néixer el 10 de febrer de 1929 a la ciutat de Trysil, població situada al comtat de Hedmark. Va morir el 21 de setembre de 2007 a la ciutat de Lillehammer, situada al comtat d'Oppland.

## Carrera esportiva
Participà en els Jocs Olímpics d'Hivern de 1952 disputats a Oslo, on aconseguí la medalla d'or en la prova de 18 quilòmetres i la medalla de plata en la prova de relleus 4x10 quilòmetres. En els Jocs Olímpics d'Hivern de 1956 realitzats a Cortina d'Ampezzo (Itàlia) aconseguí la medalla d'or en la prova de 15 quilòmetres (hereva de la prova de 18 km) i finalitzà 14è en els 30 quilòmetres i 4t en els relleus 4x10 quilòmetres.
L'any 1960 participà novament en els Jocs Olímpics d'hivern disputats a Squaw Valley (Estats Units) on participà en quatre proves, finalitzant 12è en els 15 quilòmetres, 9è en les proves de 30 quilòmetres i 50 quilòmetres, i aconseguint la medalla de plata en els relleus 4x10 quilòmetres. El 1952 li fou atorgat el premi Egebergs Ærespris i el 1955 la medalla Holmenkollen.
Va disputar tres edicions del Campionat del Món d'esquí nòrdic, on no va aconseguir guanyar cap medalla.